# Miklósi Anna
Miklósi Anna (2008-ig Sivók Irén) (Cegléd, 1962. március 9. –) énekes-színész, író.

## Életút
Már általános iskolás korában operaénekesnek készült. Érettségi után felvételt nyert a budapesti Bartók Béla Zeneművészeti Szakiskolába, ahol 1983-ban végzett Magánének tanszakon (mester: Fekete Mária). Közben 1984-től Szőnyi Ferencnél, az Operastúdióban is folytatta tanulmányait, ahol a zenés színház – és már inkább a színház – felé fordult. 1986-ban a Színház- és Filmművészeti Főiskolán szerzett oklevelet Kazán István - Seregi László - Versényi Ida osztályában.
Még abban az évben a Kecskeméti Katona József Színházhoz szerződött. Később játszott több vidéki és budapesti színházban is (Egri Gárdonyi Géza Színház, Békéscsabai Jókai Színház,  Fővárosi Operettszínház). Rendszeresen énekel nagyzenekari koncerteken, rádió- és televízió felvételeket készít opera, operett, és musical műfajban. Szereplője számos rádiójátéknak, valamint néhány hazai és külföldi filmnek. 1995-től folyamatosan tanít. Először a Bartók Béla Zeneművészeti Szakiskolában oktatott színészmesterséget, majd a Shakespeare Színművészeti Akadémián éneket és zenés mesterséget, valamint a Kolibri Színházban magánéneket.
1996-ban megírta első önálló CD-je szövegeit, ami Bornai Tibor zenéjével „Fotóalbum – Irén” címmel jelent meg még az évben. 1999-ben a Móra Ferenc Könyvkiadó megjelentette „Barátfülek” című meseregényét, amit azóta is kötelező, vagy ajánlott irodalomként használnak az általános iskolák országszerte. 2000-ben a „Színházi látcső” c. televíziós magazin műsorvezető riportere volt, közben rendezőként is debütált (Padlásmesék). 2003-ban rövid életű társulatot alapított „Musical20” néven. 2006-tól cégek számára tervez és tart színházi alapokra épülő tréningeket.
2008-ban egy személyes tragédia után nevet változtatott és innentől Miklósi Anna néven él és dolgozik. 2011-ben bemutatta „Csak úgy énekelgetek” című önálló estjét.
2015-ben újra megjelent "Barátfülek" című meseregénye, szerzőként immár az új név feltüntetésével. 

## Fontosabb szerepei
A Színházi adattárban regisztrált bemutatóinak száma: 12; ugyanitt nyolc színházi felvételen is látható.
- Mozart: A varázsfuvola – Pamina, Papagena
- Donizetti: Don Pasquale – Norina
- Leroux: Az operaház fantomja – Christine
- Bernstein: West side story – Maria
- Szirmai Albert: Mágnás Miska – Rolla, Marcsa
- Offenbach: Eljegyzés lámpafénynél – Denise
- Huszka Jenő: Mária főhadnagy – Mária
- O. Wilde: Bunbury – Gwendolyn
- Lehár Ferenc: Luxemburg grófja – Juliette
- Németh László:Villámfénynél – Sata
- Kacsóh Pongrác: János vitéz – Francia királykisasszony
- Gogol: Háztűznéző – Menyasszony
- Karinthy Ferenc: Maszlag (Mandragóra) – Dudi
- Huszka Jenő: Lili bárónő – Lili
- Németh László: Szörnyeteg – Piri
- Hervé: Nebáncsvirág – Denise
- Zerkovitz Béla: A csókos asszony – Pünkösdi Kató
- Aldobolyi Nagy György: XIV. Renè – Henriette

## Rendezések
- Padlásmesék (saját könyv alapján)[1]
- Sullivan: A mikádó
- Sullivan: A cornwall-i kalózok
- Midőn Betlehembe
- A legkisebb karácsonyi angyal
- ABBAmaradt álmok
- Vigasztald meg a bohócot
- És akkor a nagyságos asszony…

## Megjelent CD-k
- Fotóalbum – Irén (önálló album, előadó és szövegíró, zene: Bornai Tibor), Budapest, HCC Kiadó, 1996
- Énekel a Mikulás (előadó és szövegíró, zene: Bornai Tibor), Budapest, Sony, 1996
- Tanú – mozizene (válogatás – előadó), Budapest, CAE–Vukán Records, 2007
- Elvarázsol-lak (válogatás, társszerző), Budapest, Magneoton, 2003
- Hókirálynő (meselemez – előadó, szerző: Bornai Tibor), h.n., szerzői kiadás, 1999
- Bacsó-Vukán-Adamis: Kis Romulusz (filmzene – előadó), Budapest, Hungaroton Gong,  1995
- Tesztoszteron – Komoly férfiak (előadó)

## Megjelent könyvek
- Sivók Irén: Beszél Ön emberül? – biográfia, Budapest, Sz. Zs., 2000, ISBN 963 640 441 0
- Sivók Irén: Barátfülek – meseregény, (Illusztrátor: Rényi Krisztina) Budapest, Móra Ferenc Könyvkiadó, 2000, ISBN 963 117 551 0; új kiadás Budapest, Naphegy Kiadó , 2015, ISBN 978 963 9869 58 5
- Sivók Irén: Balladák (angol és magyar nyelven); Budapest, La Ventana, é.n., ISBN 963 210 606 7
- Sivók Irén: Elvarázsollak (válogatás, társszerző); Budapest, B. N. A., 2004, ISBN 963 216 984 0
- Miklósi Anna: Barátfülek; (Illusztrátor: Simonyi Cecília) Naphegy, Bp., 2015